# Християнсоциална партия (Австрия)
Християнсоциалната партия (на немски: Christlichsoziale Partei) е дясна консервативна политическа партия в Австрия, действала между 1891 и 1934 година.
Основана преди изборите от 1891 година от Карл Луегер на основата на по-ранни католически групи, от самото си създаване партията има антилиберални и антисемитски позиции. Тя разширява влиянието си след премахването на избирателния ценз през 1907 година, а след Първата световна война е водеща политическа сила, като доминира във всички правителства след 1920 година.
Видни фигури на партията развиват идеологията на австрофашизма, а нейният канцлер Енгелберт Долфус основава фашисткото движение Отечествен фронт, като през 1934 година партията е закрита и заменена от него.